# Johan Landsberg
Johan Landsberg (ur. 30 grudnia 1974 w Sztokholmie) – szwedzki tenisista.
W gronie zawodowców rywalizował od 1997 roku do 2007 roku. Swoje umiejętności skupił głównie na grze podwójnej, w której zwyciężył w dwóch turniejach rangi ATP World Tour oraz osiągnął jeden finał.
Najwyżej w rankingu ATP singlistów zajmował 513. miejsce (25 października 1999), a w klasyfikacji deblistów 48. pozycję (9 października 2000).

## Statystyki turniejowe
| Legenda                       |
| Wielki Szlem                  |
| Igrzyska olimpijskie          |
| Tennis Masters Cup            |
| ATP Masters Series            |
| ATP International Series Gold |
| ATP International Series      |

### Gra podwójna

#### Zwycięzca (2)
| Nr | Rok  | Turniej   | Nawierzchnia  | Partner            | Przeciwnicy w finale                   | Wynik finału      |
| 1. | 2000 | Marsylia  | Twarda (hala) | Simon Aspelin      | Juan Ignacio Carrasco Jairo Velasco Jr | 7:6(2), 6:4       |
| 2. | 2001 | Bukareszt | Ceglana       | Ałeksandar Kitinow | Pablo Albano Marc-Kevin Goellner       | 6:4, 6:7(5), 10–6 |

#### Finalista (1)
| Nr | Rok  | Turniej  | Nawierzchnia    | Partner      | Przeciwnicy w finale         | Wynik finału   |
| 1. | 2001 | Mediolan | Dywanowa (hala) | Tom Vanhoudt | Paul Haarhuis Sjeng Schalken | 6:7(5), 6:7(4) |